# Ospern
Ospern är en ort i Luxemburg.   Den ligger i distriktet Diekirch, i den västra delen av landet, 25 km nordväst om huvudstaden Luxemburg. Ospern ligger 304 meter över havet och antalet invånare är 276.
Terrängen runt Ospern är platt åt sydost, men åt nordväst är den kuperad.  Närmaste större samhälle är Ettelbruck, 16,0 km öster om Ospern. 
Omgivningarna runt Ospern är en mosaik av jordbruksmark och naturlig växtlighet. Runt Ospern är det ganska tätbefolkat, med 60 invånare per kvadratkilometer.